# Área metropolitana de Génova
El área metropolitana genovesa (en italiano: Área metropolitana di Genova)  es una conurbación italiana de la provincia de Génova.
La superficie se estiende por un total de 1.118,58 km² y cuenta con una población de 736.865 habitantes, de los cuales un 83% corresponden a la ciudad de Génova (611.683). El área tiene una densidad de población cercana a 659 hab/km². 

## Formación del área metropolitana
| Provincia           | Comuna            | Superficie (en km²) | Población(1) |
| ------------------- | ----------------- | ------------------- | ------------ |
| Liguria             |                   |                     |              |
| Provincia de Génova | Génova            | 243,60              | 611.683      |
| Provincia de Génova | Arenzano          | 24,57               | 11.655       |
| Provincia de Génova | Avegno            | 11                  | 2.363        |
| Provincia de Génova | Bargagli          | 16,3                | 2.785        |
| Provincia de Génova | Bogliasco         | 4,4                 | 4.592        |
| Provincia de Génova | Busalla           | 17,12               | 5.948        |
| Provincia de Génova | Camogli           | 9,9                 | 5.662        |
| Provincia de Génova | Campo Ligure      | 23,8                | 3.079        |
| Provincia de Génova | Campomorone       | 26,2                | 7.508        |
| Provincia de Génova | Casella           | 7,8                 | 3.281        |
| Provincia de Génova | Ceranesi          | 30,9                | 3.955        |
| Provincia de Génova | Cogoleto          | 20,36               | 9.200        |
| Provincia de Génova | Davagna           | 22,1                | 1.918        |
| Provincia de Génova | Isola del Cantone | 47,80               | 1.543        |
| Provincia de Génova | Masone            | 29,82               | 3.880        |
| Provincia de Génova | Mele              | 16,94               | 2.689        |
| Provincia de Génova | Mignanego         | 18,4                | 3.701        |
| Provincia de Génova | Pieve Ligure      | 3,40                | 2.501        |
| Provincia de Génova | Recco             | 9,67                | 10.317       |
| Provincia de Génova | Ronco Scrivia     | 30,50               | 4.522        |
| Provincia de Génova | Rossiglione       | 47,2                | 2.849        |
| Provincia de Génova | Sant'Olcese       | 21,9                | 5.967        |
| Provincia de Génova | Savignone         | 21,7                | 3.201        |
| Provincia de Génova | Serra Riccò       | 26,17               | 7.972        |
| Provincia de Génova | Sori              | 13,1                | 4.313        |
| Provincia de Génova | Tiglieto          | 24,5                | 619          |
| Provincia de Génova | Uscio             | 9,6                 | 2.404        |
| Provincia de Génova | Crocefieschi      | 11,6                | 582          |
| Provincia de Génova | Montoggio         | 46,4                | 2.101        |
| Provincia de Génova | Torriglia         | 60,1                | 2.404        |
| Provincia de Génova | Fascia            | 11,49               | 110          |
| Provincia de Génova | Fontanigorda      | 16,6                | 301          |
| Provincia de Génova | Gorreto           | 18,5                | 124          |
| Provincia de Génova | Montebruno        | 17,5                | 239          |
| Provincia de Génova | Propata           | 16,8                | 160          |
| Provincia de Génova | Rondanina         | 12,7                | 81           |
| Provincia de Génova | Rovegno           | 42,5                | 577          |
| Provincia de Génova | Valbrevenna       | 35,2                | 791          |
| Provincia de Génova | Vobbia            | 33,2                | 469          |
| Provincia de Génova | Lumarzo           | 25,5                | 1.587        |
| TOTAL               | TOTAL             | 1.118,58            | 736.865      |

## Área central de Liguria
El Plan Territorial de Coordinación Regional, aprobado por Decreto del Consejo Regional de Liguria n.95/1992, revisado y complementado por el Decreto Foral N º 14 de fecha 11 de febrero de 1997 y el Decreto del Presidente de la Región de n.44/2000, define otra entidad territorial denominada Área Central de Liguria
Esta área que se extiende desde Savona y los centros de aglomeración urbana altovalbormidesi, hasta las zonas de bajo Tigullio, tiene cerca de 1.200.000 habitantes, un área de cerca de 2.600 kilómetros cuadrados y se divide en tres zonas geográficas:
- Área de Savona y Val Bormida
- Área Metropolitana Genovese
- Golfo de Tigullio e Interior